# Charles Hamilton (lord Binning)
Pour les articles homonymes, voir Charles Hamilton et Hamilton.
Charles Hamilton, Lord Binning, né en 1697 et mort le 27 décembre 1732 à Naples est un gentleman, homme politique et poète écossais.

## Biographie
Fils de Thomas Hamilton (6e comte de Haddington) et de Helen Hope, il porte dès sa naissance le titre de courtoisie de Lord Binning.
En 1715, il prend part avec son père à la bataille de Sheriffmuir. De 1718 jusqu'à sa mort, il occupe la charge de Knight Marischal, un poste devenu vacant après la bataille et la défection du jacobite qui en était le titulaire précédent, le comte de Kintore.
À l'élection générale de 1722, il est élu député pour le borough de St Germans en Cornouailles et tient ce siège durant 5 ans.
En 1731, devant la dégradation de son état de santé, Lord Binning quitte l’Angleterre pour le continent, et s'installe à Naples, où il meurt le 27 décembre 1732.

## Mariage et descendance
Vers 1719, il épouse Rachel Baillie, fille de George Baillie de Jerviswoode et Mellerstain et de Grisell Baillie. Sa femme lui survit 41 ans et meurt à Mellerstain House en 1773. De leur union sont issus :
- Thomas Hamilton (7e comte de Haddington).
- George Baillie-Hamilton, grand père de George Baillie-Hamilton (10e comte de Haddington)
- Grizel Hamilton, qui épouse Philip Stanhope (2e comte Stanhope)

### Sources
- Anderson, J., Historical and genealogical memoirs of the House of Hamilton; with genealogical memoirs of the several branches of the family, Edinburgh 1825.
- Balfour Paul, Sir J., Scots Peerage IX vols. Edinburgh 1904.